# Musée de l'Éventail
Musée de l'Éventail (Muzeum vějířů) je soukromé muzeum v Paříži. Nachází se v 10. obvodu na Boulevardu de Strasbourg. Muzeum se specializuje na historii užívání a výroby vějířů.

## Historie
Muzeum se nachází přímo v podniku, kde se vyrábějí a restaurují vějíře. Výstavní sál vybudovala v roce 1893 firma na výrobu vějířů Lepault & Deberghe, kterou v roce 1960 koupil Hervé Hoguet. Muzeum bylo založeno v roce 1993.

## Expozice
Muzeum se nachází ve dvou místnostech. Starý výstavní sál je vyzdoben ve stylu Jindřicha II. Nachází se zde velký krb, tři lustry, modré stěny jsou zdobené zlatými liliemi. Vystavené vějíře pocházejí od 18. století po současnost, jsou vyrobeny z nejrůznějších materiálů jako šupiny, rohovina, slonovina, perleť, kosti a dřevo.